# Manden fra Dybet
Manden fra Dybet er en amerikansk stumfilm fra 1918 af Jerome Storm.

## Medvirkende
- Enid Bennett som Mary Manning
- Earle Rodney som Tom Gale
- George Nichols som Peter Manning
- Josef Swickard som Paul Manning
- Karl Formes som John Manning